# 科朗 (多姆山省)
科朗（法語：Corent，法語發音：[kɔʁɑ̃]）是法国多姆山省的一个市镇，属于克莱蒙费朗区。

## 地理
科朗（45°40'1"N, 3°11'41"E）面积2.68 平方千米，位于法国奥弗涅-罗讷-阿尔卑斯大区多姆山省，该省份为法国中南部省份，北起阿列省接壤，东临卢瓦尔省，南至上盧瓦爾省和康塔爾省，西接科雷兹省和克勒兹省。
与科朗接壤的市镇（或旧市镇、城区）包括：欧特扎、莱马特尔德韦尔、拉索沃塔、韦尔-蒙通、维克勒孔特。

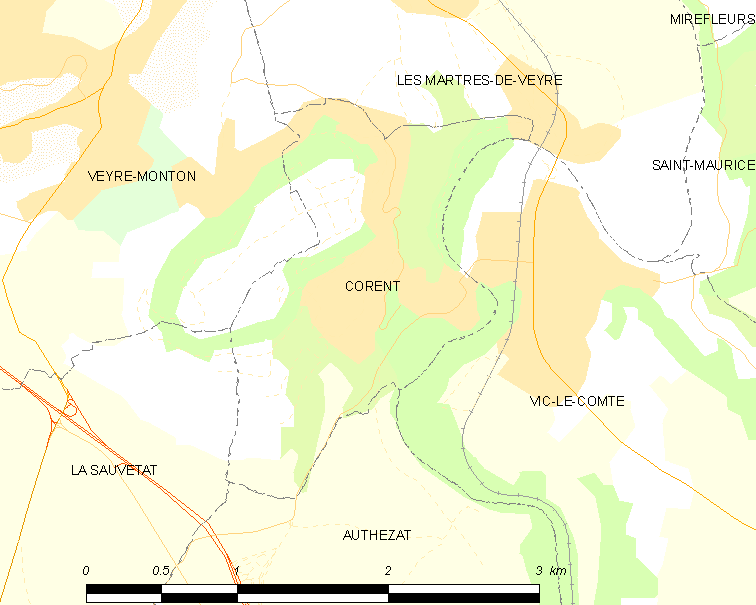
的OSM定位图

科朗的时区为UTC+01:00、UTC+02:00（夏令时）。

## 行政
科朗的邮政编码为63730，INSEE市镇编码为63120。

## 政治
科朗所属的省级选区为莱马特尔德韦尔县。

## 人口

1962-2008年间人口变化图示

科朗于2022年1月1日时的人口数量为782人。